# 克瓦什鄉

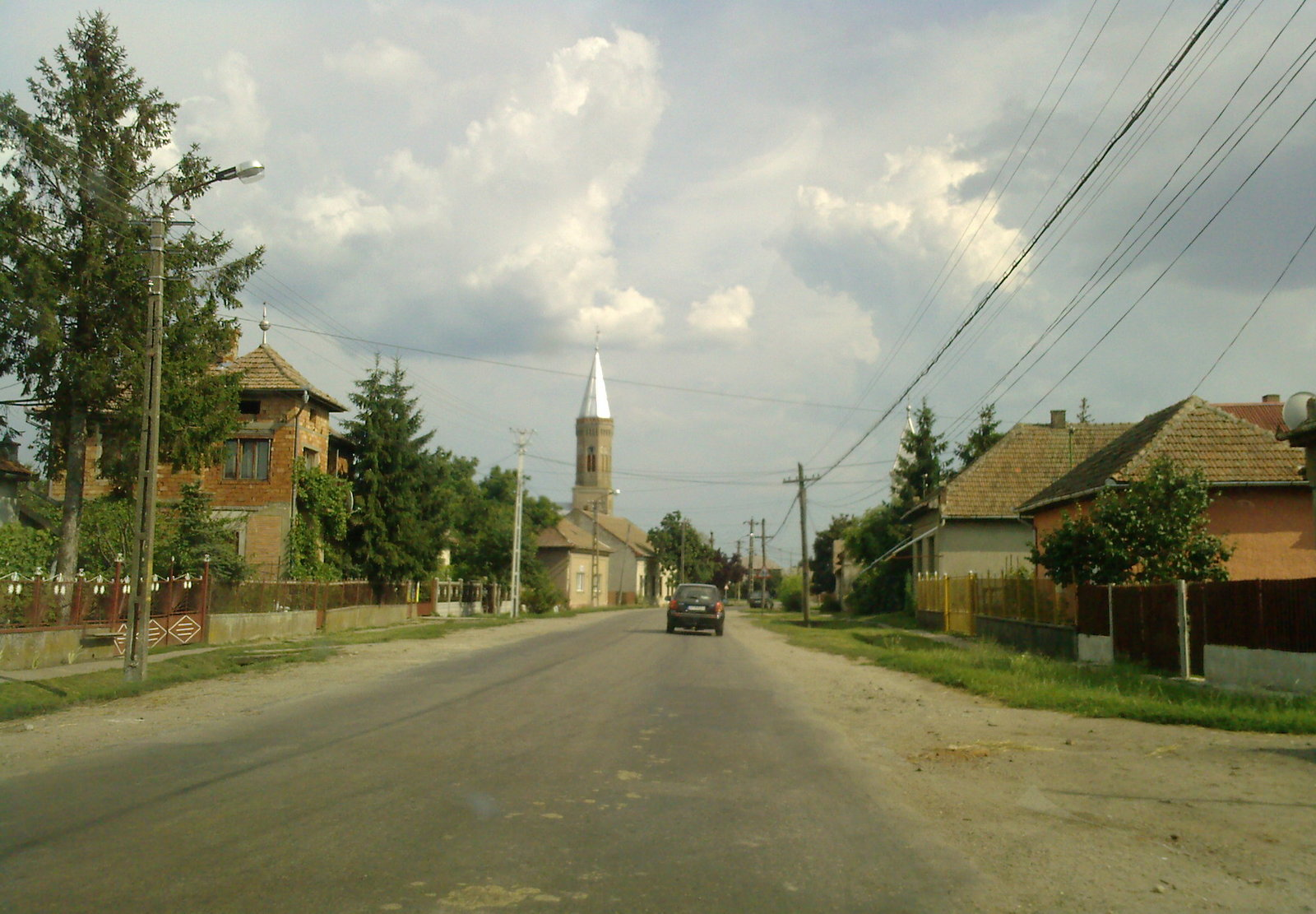

47°34′N 22°33′E / 47.567°N 22.550°E
克瓦什鄉（羅馬尼亞語：Comuna Căuaș, Satu Mare），是羅馬尼亞的鄉份，位於該國西北部，由薩圖馬雷縣負責管轄，面積94平方公里，海拔高度116米，2007年人口2,458，人口密度每平方公里26人。